# Ewald Samsche
Ewald Samsche (* 31. Januar 1913 in Hamburg; † 31. Mai 1975 in Bad Segeberg) war ein deutscher Politiker (CDU).

## Leben und Beruf
Ewald Samsche besuchte in Hamburg und das Internatsgymnasium in Bad Sachsa die Schule und schloss mit der mittleren Reife ab. Es folgte eine Ausbildung zum Kaufmann bei einer Hamburger Importfirma. Er machte sich schnell selbständig und war beruflich von 1932 bis 1939 in London ansässig. Wegen des Ausbruchs des Zweiten Weltkrieges verließ er England und kehrte nach Deutschland zurück. Er war am Krieg als Luftwaffensoldat beteiligt.
Nach dem Ende der NS-Herrschaft machte er sich erneut selbständig. Er spezialisierte sich auf den Import von Früchten. Ewald Samsche wurde auf dem Friedhof Ohlsdorf beigesetzt. Die Grabstätte befindet sich im Planquadrat P 25 westlich vom Garten der Frauen.

## Politik
Samsche trat 1946 in die CDU ein und saß von 1949 bis 1957 in der Hamburgischen Bürgerschaft und war zudem Deputierter der Finanzbehörde.
1953 übernahm er drei Ressorts im Hamburg-Block Senat unter Kurt Sieveking. Er war bis 15. Dezember 1955 Senator der Gesundheitsbehörde, ab 15. Dezember 1954 verantwortlich für die Baubehörde zusammen mit Josef von Fisenne und durchgehend Senator der Arbeitsbehörde.
1949 war er für den Vaterstädtischen Bund und vier Jahre später für den Hamburg-Block als Wahlkampfleiter aktiv. Die SPD attackierte ihn immer scharf, denn dieses war auch seine Art den Wahlkampf gegen die Sozialdemokraten zu führen.